# Mercedes-Benz Vaneo
El Mercedes-Benz Vaneo es un MPV (segmento M en Europa) compacto de cinco puertas y siete plazas que se fabricó desde 2002 hasta 2005. Utilizó la plataforma de automóviles de la primera generación del Mercedes-Benz Clase A. Se disponía de una capacidad de hasta siete plazas, pero este vehículo no se fabricó como una furgoneta, sino como un monovolumen. El nombre Vaneo se deriva de la palabra Van, que se usa en alemán para los tipos de automóvil MPV.

## Diseño

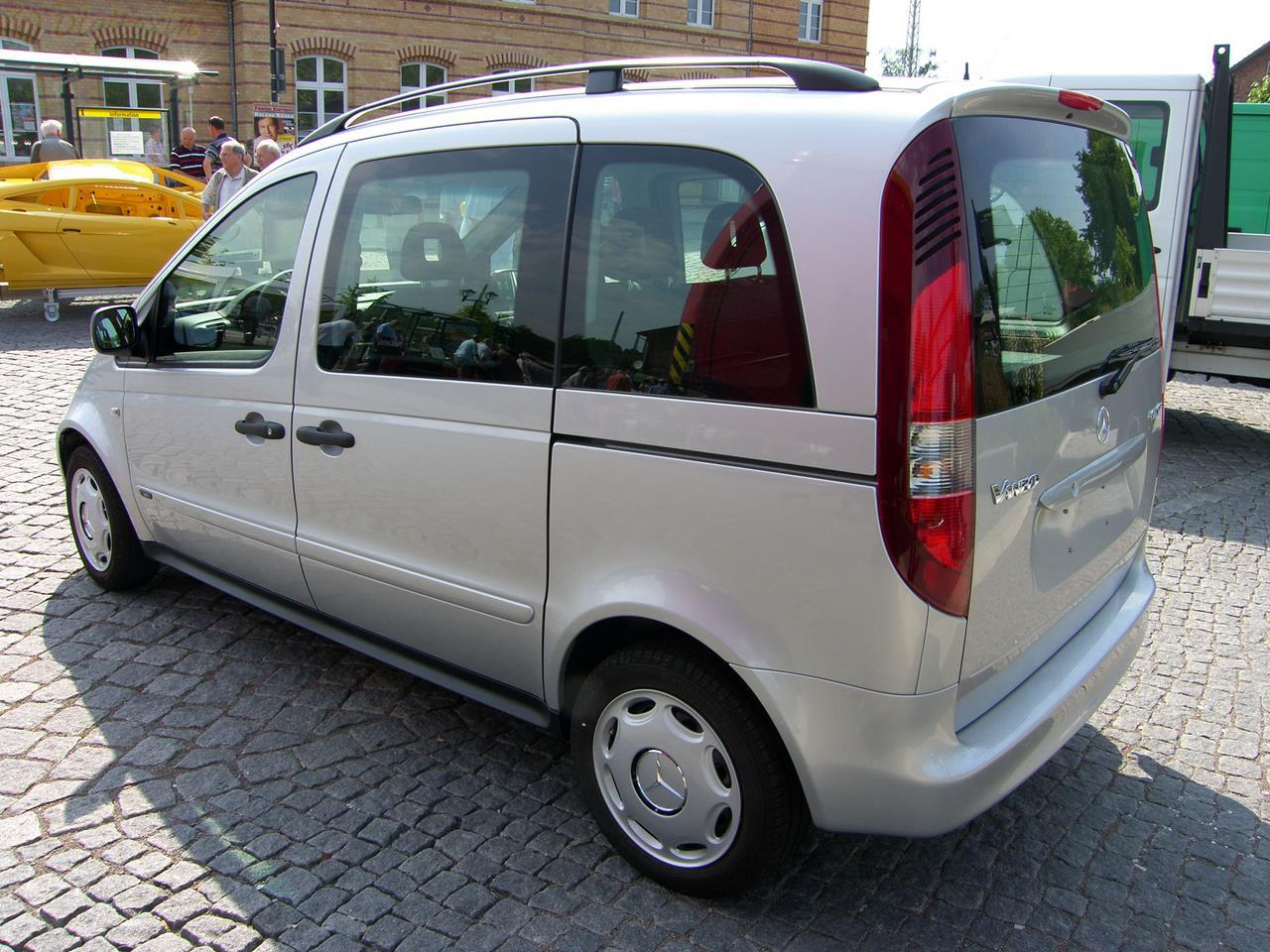
Mercedes-Benz Vaneo

El Vaneo era solo de tracción delantera y estaba limitado a motores de cuatro cilindros. La carrocería consistía en dos puertas traseras corredizas y una construcción en 'Sandwich Floor' que le da una posición de conducción similar a una furgoneta y una línea de techo más alta. Era adecuado para la movilidad de los discapacitados así como para su uso como taxi.
Los asientos para cinco personas eran estándar, con dos cubos de la tercera fila opcionales. Con todos los asientos traseros retirados, había hasta 3000 litros de espacio de carga. Un piso de maletero deslizable de 120 kg de capacidad era opcional. Los rieles del techo eran estándar en los modelos Family y Ambiente, mientras que los anclajes ISOfix estaban incluidos en todos los vehículos.
Debido a problemas de calidad y ventas deficientes, el Vaneo se suspendió luego de tres años de producción. Fue reemplazado en 2012 por la Mercedes-Benz Citan, un modelo bajo licencia basado en la Renault Kangoo, diseñado como parte de la alianza más amplia de Mercedes-Benz con el fabricante de automóviles francés.

## Seguridad
El Vaneo fue probado por Euro NCAP en 2002 con las siguientes calificaciones:
| Euro NCAP        | Valuación     |
| ---------------- | ------------- |
| Ocupante adulto: | 4/5 estrellas |
| Peatonal:        | 2/4 estrellas |

El Vaneo fue probado por la organización de Clasificación de seguridad de vehículos nuevos (NVSR) de Thatcham y logró las siguientes calificaciones:
| NVSR                | Valuación     |
| ------------------- | ------------- |
| Robo de auto:       | 4/5 estrellas |
| Robo desde el auto: | 2/5 estrellas |

## Trenes de potencia
Motores cumplidos con las normas de emisión Euro 3. Incluían: 1.6 L en dos estados de sintonía y 1.9 L motores de gasolina, así como un 1.7 L diesel. Tres transmisiones de 5 velocidades estaban disponibles: un manual, un sistema de embrague automático llamado ACS y una automática regular llamada "TouchShift".
| Años      | Modelo y Transmisión  | Motor         | Potencia            | Torque              | Velocidad máxima  | 0–100 km/h | Economía | Emisiones |
| Petrol    | Petrol                | Petrol        | Petrol              | Petrol              | Petrol            | Petrol     | Petrol   | Petrol    |
| --------- | --------------------- | ------------- | ------------------- | ------------------- | ----------------- | ---------- | -------- | --------- |
| 2002–2005 | 1.6 82 Manual/ACS     | 1.6 L, 4 in-L | 82 PS               | 140 N·m (103 lb·ft) | 156 km/h (97 mph) | 15.3 s     | 36.2 mpg | 187 g/km  |
| 2002–2005 | 1.6 102 Manual/ACS    | 1.6 L, 4 in-L | 150 N·m (111 lb·ft) | 167 km/h (104 mph)  | 13.1 s            | 35.3 mpg   | 192 g/km |           |
| 2002–2005 | 1.6 102 TouchShift    | 1.6 L, 4 in-L | 150 N·m (111 lb·ft) | 164 km/h (102 mph)  | 13.8 s            | 34.0 mpg   | 199 g/km |           |
| 2002–2005 | 1.9 125 Manual/ACS    | 1.9 L, 4 in-L | 180 N·m (133 lb·ft) | 182 km/h (113 mph)  | 10.7 s            | 34.4 mpg   | 197 g/km |           |
| 2002–2005 | 1.9 125 TouchShift    | 1.9 L, 4 in-L | 180 N·m (133 lb·ft) | 177 km/h (110 mph)  | 11.5 s            | 33.2 mpg   | 204 g/km |           |
| Diesel    |                       |               |                     |                     |                   |            |          |           |
| 2002–2005 | 1.7 CDI 91 Manual/ACS | 1.7 L, 4 in-L | 180 N·m (133 lb·ft) | 161 km/h (100 mph)  | 13.6 s            | 47.9 mpg   | 157 g/km |           |
| 2002–2005 | 1.7 CDI 91 TouchShift | 1.7 L, 4 in-L | 180 N·m (133 lb·ft) | 158 km/h (98 mph)   | 15.5 s            | 42.8 mpg   | 174 g/km |           |

## Críticas
- Parker's Car Guides [4]
'Pros: espacio interior, útilmente práctico, fácil de conducir en la ciudad Contras: recortar ruidosamente, estilo desgarbado, marcha firme'
- RAC (6.4/10)[5]
'No dejes que las miradas y el nombre poco inspiradores te desanimen. El Vaneo está bien construido y ofrece una sorprendente cantidad de espacio en su huella compacta. No ganará ningún concurso de belleza e invitar a la gente a un 'giro en el Merc' podría ser una receta para la decepción, pero conocer a un Vaneo es amarlo. Sorprendentemente bueno.'